# Anartia
Anartia é um gênero de borboletas neotropicais da família Nymphalidae e subfamília Nymphalinae, proposto por Jakob Hübner em 1819. São dotadas de asas de coloração variável, vistas por cima, principalmente em tonalidades de marrom, branco e vermelho. Se distribuem dos Estados Unidos e México até a Argentina. Duas espécies, Anartia lytrea e Anartia chrysopelea, ocupam as Índias Ocidentais e possuem ocelos de centro negro e margem laranja, vistas por cima, na parte inferior das asas anteriores e posteriores, próximos à margem; sendo elas, quase totalmente, de coloração marrom. As lagartas de Anartia se alimentam de uma ampla variedade de plantas, principalmente as das famílias Acanthaceae, Labiatae, Verbenaceae e Scrophulariaceae.

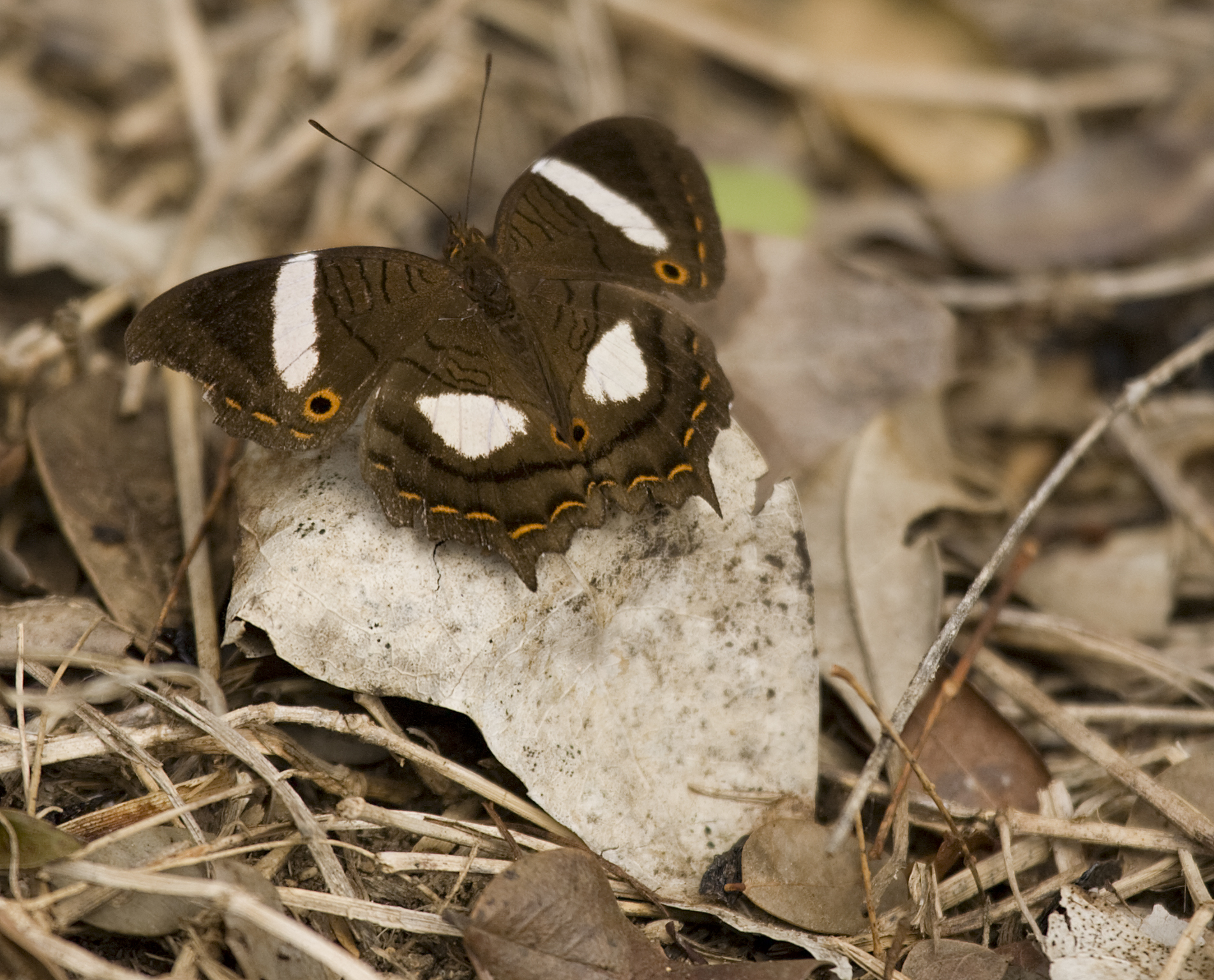
A. chrysopelea, em repouso. Observe os quatro ocelos nas asas.

## Espécies e distribuição
- Anartia amathea (Linnaeus, 1758)[1] - Encontrada em ambos os lados da cordilheira dos Andes, da Colômbia[7] até a Argentina[1] e norte do Chile[7]; mas também no Caribe.[8]
- Anartia jatrophae (Linnaeus, 1763)[1] - Encontrada do sul dos Estados Unidos (com mais facilidade no Texas, Flórida e Carolina do Sul)[9] até a Argentina; mas também no Caribe.[1]
- Anartia fatima (Fabricius, 1793)[1] - Encontrada do México até o Panamá.[5]
- Anartia lytrea (Godart, 1819)[1] - Encontrada em Hispaniola (República Dominicana); rara em Cuba.[3]
- Anartia chrysopelea Hübner, [1831][1] - Encontrada em Cuba e Ilha da Juventude, com raros indivíduos aparecendo no sul da Flórida (EUA).[4]